# Society of Painters of the Far West
Die Society of Painters of the Far West, auch bekannt als Society of Men Who Paint the Far West, war eine Gruppe von Künstlern im frühen 20. Jahrhundert, die sich der Darstellung des US-amerikanischen Westens widmeten. Ihre Arbeiten trugen maßgeblich dazu bei, die Landschaften und Kulturen des Westens einem breiteren Publikum bekannt zu machen.

## Geschichte
Im Jahr 1910 sponserten die Santa Fe Railroad und die American Lithographic Company eine Reise für eine Gruppe von Künstlern, darunter Elliott Daingerfield, Edward Potthast, Frederick Ballard Williams und De Witt Parshall, zum Grand Canyon in Arizona. Ziel war es, die beeindruckenden Landschaften des Westens künstlerisch festzuhalten. 1912 wurden die entstandenen Werke auf verschiedenen Ausstellungen im Osten der USA gezeigt, was das Interesse an der Landschaftsmalerei des amerikanischen Westens förderte.